# Багеньский, Станислав

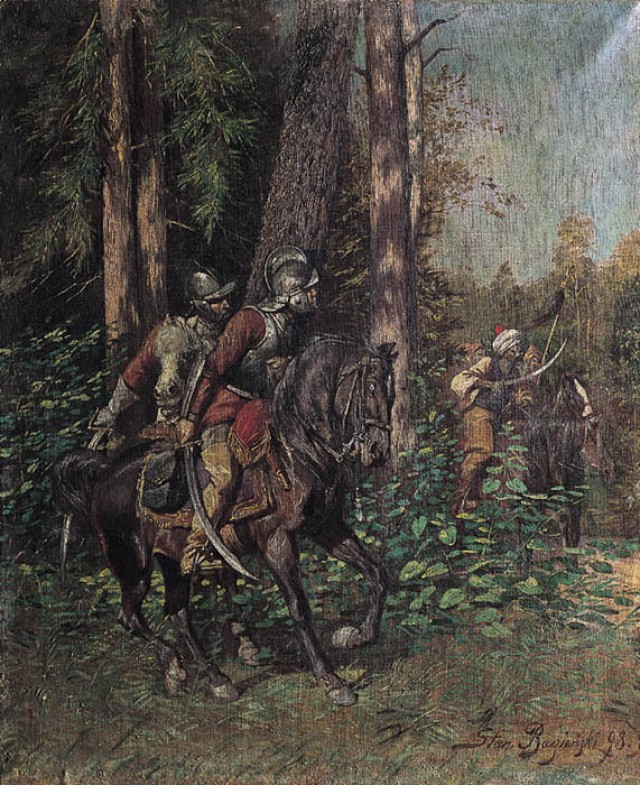
«Засада». 1898 г

Станислав Баге́ньский (пол. Stanisław Bagieński; 1876, Варшава — 1948, там же) — польский живописец и иллюстратор.
Обучался в Варшавской школе рисования под руководством Войцеха Герсона. В 1901—1903 годах продолжил учёбу в Мюнхене и Париже.
Был членом Общества художников «Pro Arte».
Писал картины в духе традиционной польской баталистики, жанровые сцены, пейзажи Татр, мотивы старого города.
Сотрудничал с еженедельником «Tygodnik Ilustrowany» в качестве иллюстратора.